# Paul Miller (calciatore 1959)
Paul Richard Miller (Stepney, 11 ottobre 1959) è un ex calciatore inglese, di ruolo difensore.

## Carriera

### Club
Miller vestì la maglia del Tottenham dal 1977 al 1987, fatta eccezione per un periodo in prestito ai norvegesi dello Skeid nel 1978. Giocò 208 partite di campionato per gli Spurs (con 7 reti all'attivo) e contribuì a due vittorie nella FA Cup (1980-1981 e 1981-1982) e un'affermazione nella Coppa UEFA (1983-1984). Lasciato il club londinese, vestì le maglie di Charlton, Watford, Bournemouth, Brentford e Swansea City. Chiuse la carriera nel 1991.

## Palmarès

### Club

#### Competizioni nazionali
- Coppa d'Inghilterra: 2

Tottenham: 1980-1981, 1981-1982

#### Competizioni internazionali
- Coppa UEFA: 1

Tottenham: 1983-1984